# 1998 WJ9
1998 WJ9 är en asteroid i huvudbältet som upptäcktes den 27 november 1998 av den kroatiska astronomen Korado Korlević vid Višnjan-observatoriet.
Asteroiden har en diameter på ungefär 7 kilometer.